# Camarosporium pistaciae
Camarosporium pistaciae är en svampart som beskrevs av Zachos, Tzav.-Klon. & Roubos 1974. Camarosporium pistaciae ingår i släktet Camarosporium, ordningen Botryosphaeriales, klassen Dothideomycetes, divisionen sporsäcksvampar och riket svampar.   Inga underarter finns listade i Catalogue of Life.